# Egyenlő bánásmód
Az egyenlő bánásmód követelménye a diszkrimináció tilalmának jogi megnevezése. Ezen elv szerint emberek vagy embercsoportok között nem lehet indokolatlanul különbséget tenni. A jogi szabályozás fő kérdése, hogy mi minősül indokolatlan különbségtételnek, hogy ki köteles megtartani az egyenlő bánásmód követelményét, illetve annak megsértése hogyan szankcionálható.

## A magyar szabályozás
Az egyenlő bánásmód követelményének szabályozása Magyarországon három szintű. Az Alkotmány általános érvénnyel mondja ki a hátrányos megkülönböztetés tilalmát; az egyenlő bánásmódról és az esélyegyenlőség előmozdításáról szóló törvény a jogrendszer egésze számára ad részletesebb útmutatást a követelmény értelmezéséhez; végül számos ágazati jogszabály (Munka Törvénykönyve, közoktatási és felsőoktatási törvény, egészségügyi törvény stb.) utal az esélyegyenlőségi törvényre, és állapít meg további, csak az adott területen érvényes szabályokat.

### Az Alaptörvény
Az Alaptörvény XV. cikke kimondja, hogy az alapvető jogok mindenkit különbségtétel nélkül megilletnek, illetve állami feladatként határozza meg az esélyegyenlőség előmozdítását. Az Alaptörvény 11 olyan szempontot emel ki nevesítve (faj (sic!), szín, nem, nyelv, vallás, fogyatékosság, politikai vagy más vélemény, nemzeti vagy társadalmi származás, vagyoni, születési helyzet), amely alapján tilos diszkriminálni, de a felsorolás nyílt végű, az egyéb helyzet kategóriába számos más megkülönböztetés is beletartozhat. Így például az Alkotmánybíróság több esetben is egyéb helyzet szerinti diszkriminációnak ítélte a szexuális irányultság szerinti megkülönböztetést.

### Az esélyegyenlőségi törvény
A 2003-ban elfogadott esélyegyenlőségi törvény célja a korábban szétszabdalt, töredékes ágazati szabályozás helyett átfogó és részletes antidiszkriminációs szabályokat előírni a jogrendszer egésze számára. A törvény kifejezett célja az Európai Unió joganyagával való minél erősebb összhang megteremtése, ugyanakkor a törvény több ponton túlmutat a létező európai szabályozáson, mivel az összes védett tulajdonság esetén érvényre juttatja a 2000/43/EK irányelvben található, ott csak a faji- vagy etnikai származás esetére előírt szigorú és átfogó szabályokat. A törvény az általános szabályok mellett külön fejezetben foglalkozik a foglalkoztatás, az oktatás, a szociális biztonság és egészségügy, a lakhatás, az egészségügyi ellátás, valamint az áruk forgalma és szolgáltatások igénybevétele területén tapasztalt hátrányos megkülönböztetéssel.

#### A törvény hatálya
A törvény az állami szerveket és más közfeladatot ellátó szervezeteket arra kötelezi, hogy minden jogviszonyuk tekintetében megtartsák az egyenlő bánásmód követelményét. A nem állami szereplők számára a törvény csak bizonyos jogviszonyok esetében írja elő a követelmény megtartását, így a foglalkoztatási jogviszonyokban, szolgáltatás nyújtása vagy áru forgalmazása esetén, állami támogatás felhasználásával végzett tevékenység esetén, illetve azok számára, akik előre meg nem határozott személyek számára tesznek ajánlatot szerződés kötésére.

#### Védett csoportok
A törvény 19 védett tulajdonságot sorol fel, az Alaptörvényben említetteken kívül többek között külön nevesíti a szexuális irányultságot, a nemi identitást (2025-ig a transzneműségre és a interszexualitásra is vonatkozott), az életkort, és a fogyatékosságot. A lista az Alkotmányhoz hasonlóan nyílt végű, magában foglalja az egyéb tulajdonság szerinti megkülönböztetést is.

#### Diszkrimináció típusai
A törvény részletes meghatározását adja a hátrányos megkülönböztetésnek minősülő magatartásoknak. A közvetlen hátrányos megkülönböztetés mellett tiltja a közvetett hátrányos megkülönböztetést (amikor egy látszólag semleges rendelkezés eredményeképp szenved egy csoport hátrányt), valamint a zaklatást, a jogellenes elkülönítést, és a megtorlást is.

#### Kivételek
Amellett, hogy a törvény csak bizonyos jogalanyok és csak bizonyos jogviszonyok esetében írja elő az egyenlő bánásmód követelményét, számos további kivételt tartalmaz. Így például nem sérti az egyenlő bánásmód követelményét az olyan megkülönböztetés, amelynek célja valamely társadalmi csoport hátrányának felszámolása (előnyben részesítés), illetve amelynek tárgyilagos mérlegelés szerint az adott jogviszonnyal közvetlenül összefüggő, észszerű indoka van. Ezen elv kifejtése a foglalkoztatás területén a munka jellege vagy természete alapján indokolt megkülönböztetések lehetővé tétele. További kivételek érintik a vallási vagy más világnézeti meggyőződésen alapuló szervezeteket, amelyek a hitéleti tevékenységgel kapcsolatban, illetve a szervezet profiljának megőrzése érdekében a foglalkoztatás során nem kötelesek megtartani az egyenlő bánásmód követelményét. Az oktatás területén lehetőség van vallási, nyelvi, etnikai vagy nemi alapon elkülönülő iskolák, osztályok indítására, ha a részvétel önkéntes, és az ilyen oktatásban résztvevőket hátrány nem éri.

#### Szankciók
Az egyenlő bánásmód megsértése esetén munkajogi vagy polgári jog per indítható, amelyben a bíróság előírhatja a jogellenes helyzet megszüntetését, illetve kártérítést ítélhet meg a sértett számára. A peres út mellett eljárás indítható az Egyenlő Bánásmód Hatóságnál is, amely kártérítést nem, de bírságot kiróhat az egyenlő bánásmódot megsértő félre. További szankció, hogy az elmarasztaló döntést a Hatóság nyilvánosságra hozhatja, illetve hogy számos állami pályázat feltétele, hogy a pályázó megfeleljen a rendezett munkaügyi kapcsolatok követelményének, az egyenlő bánásmód megsértése viszont ezt kizárja.

#### Eljárási szabályok
Az egyenlő bánásmód esetén indított eljárások esetében szokásos bizonyítási teher megfordításának érvényre juttatására a törvény az ilyen ügyekben megosztott bizonyítást ír elő: a sértettnek elég bizonyítania a védett csoporthoz tartozását és valószínűsíteni a hátrány bekövetkeztét, ezután a másik félnek kell bizonyítania, hogy az egyenlő bánásmód követelményét megtartotta, vagy arra nem volt köteles.
Az eljárás további sajátossága, hogy a sértett fél helyett képviselőként eljárhat társadalmi és érdekképviseleti szervezet is, valamint hogy lehetőség van közérdekű igényérvényesítésre is, ha a jogsértés személyek pontosan meg nem határozható, nagyobb csoportját érinti.